# Kanariejasmin
Kanariejasmin (Jasminum odoratissimum) är en art i familjen i syrenväxter från Madeira, Kanarieöarna och tropiska Afrika. Arten används inom parfymindustrin. Kanariejasmin odlas även som krukväxt i Sverige.

## Underarter
Två geografiskt isolerade underarter urskiljs:
- subsp. odoratissimum - förekommer på Madeira och Kanarieöarna.
- subsp. goetzeanum - förekommer i Kenya, Tanzania, Zaire, Malawi och Zambia.

## Synonymer
- subsp. goetzeanum (Gilg) P.S. Green

Jasminum goetzeanum Gilg 

### Webbkällor
- Svensk Kulturväxtdatabas